# Nouvelle objectivité (architecture)

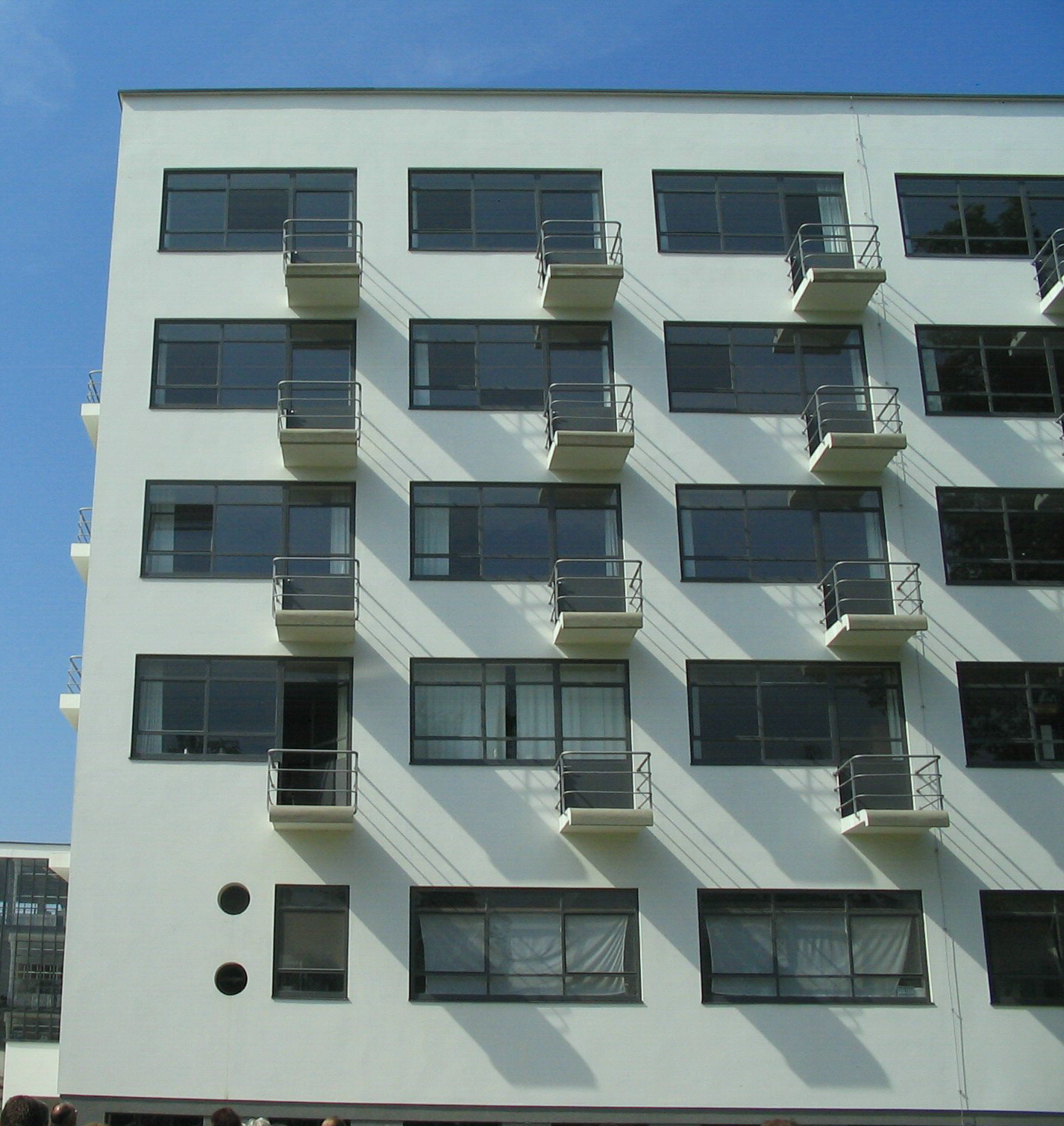
Bâtiments du Bauhaus de Dessau-Roßlau, Walter Gropius.

La Nouvelle Objectivité (traduction de l'allemand Neue Sachlichkeit) est le nom souvent donné à l'Architecture moderne qui a émergé en Europe, germanophone dans un premier temps, dans les années 1920 et 1930. Ce mouvement est aussi appelé Neues Bauen (Nouvelle Construction). La Nouvelle Objectivité transforma beaucoup de villes allemandes durant cette période avant que son élan ne fût brutalement arrêté par la prise du pouvoir par les nazis en 1933.
Pour les autres créateurs rattachés à ce courant :

## LeWerkbundet l'expressionnisme

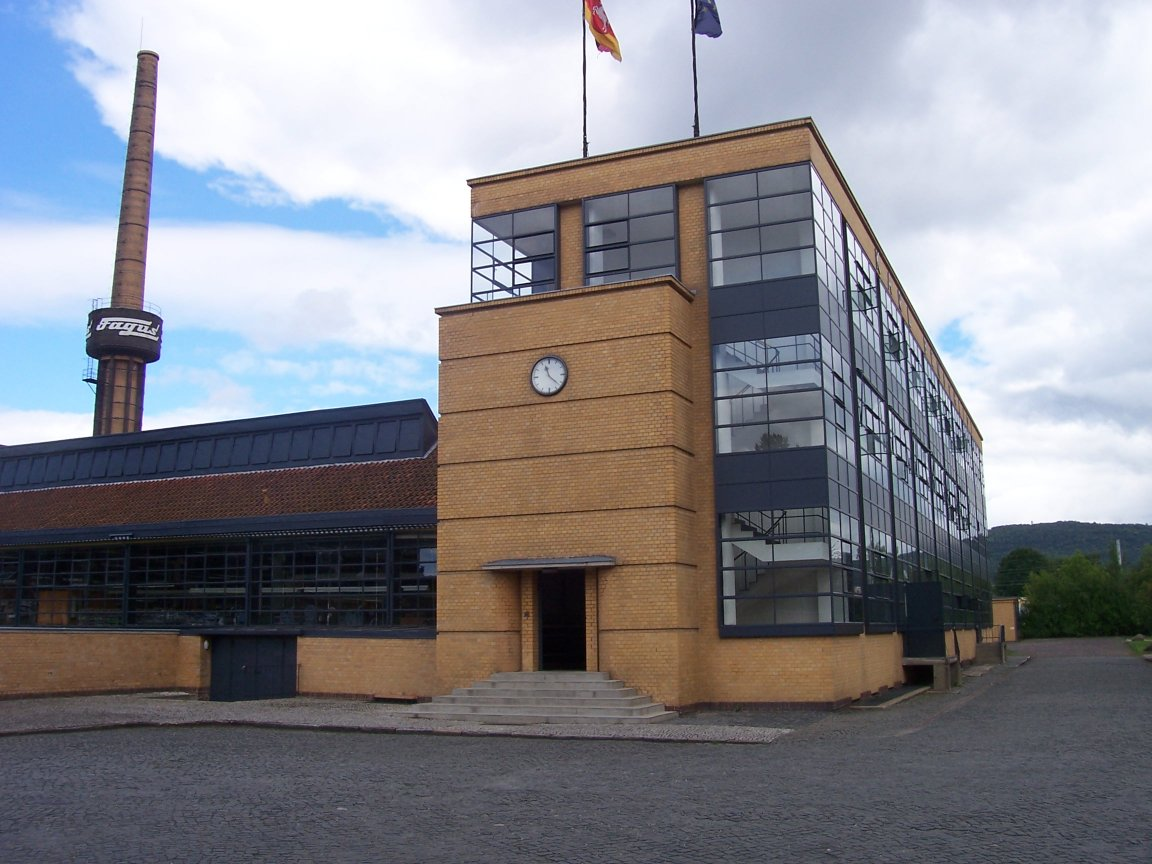
L'usine Fagus de Gropius et Meyer.

Les premiers exemples de ce style datent en fait d'avant la Première Guerre mondiale, sous les auspices de la Deutscher Werkbund et de ses attentes pour donner à l'Allemagne un visage moderne. Beaucoup des architectes qui s'associeront par la suite à la Nouvelle Objectivité développaient déjà la plupart de ses principes de façon similaire dès les années 1910, utilisant les surfaces vitrées et les compositions rigoureusement géométriques. Par exemple, l'usine Fagus construite par Walter Gropius et Adolf Meyer en 1911 ou les grands magasins de Wrocław dessinés par Hans Poelzig. Cependant après la guerre ces architectes (ainsi que d'autres, tels que Bruno Taut) travaillèrent au sein du Arbeitsrat für Kunst, de tendance révolutionnaire et pionnier de l'architecture expressionniste — particulièrement dans le collectif secret de la Gläserne Kette. Les premières œuvres du Bauhaus, comme la sommerfeld Haus, était de cette veine. Le dynamisme expressionniste et l'usage du verre (pour la transparence ou ses effets irisants) sera une des particularités de la Nouvelle Objectivité.

## L'influence de De Stijl et du constructivisme

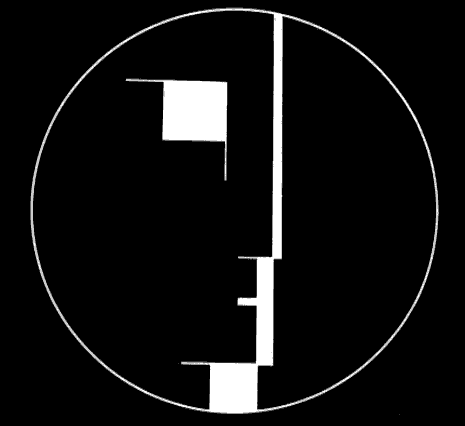
Le logo du Bauhaus dessiné par Oskar Schlemmer en 1922.

Le tournant de l'expressionnisme vers les styles plus familièrement Modernes du milieu des années 1920 intervint sous l'influence de l'avant-garde néerlandaise, particulièrement de De Stijl, où des architectes comme Jan Wils ou Jacob Oud avaient adapté des idées dérivées de Frank Lloyd Wright pour de l'habitat social cubique, interprétant ce que Theo van Doesburg avait appelé la « machine esthétique ». Ce qui guida aussi les architectes allemands hors de l'Expressionnistes fut l'influence de l'architecture constructiviste, particulièrement la section Vkhoutemas et Lazar Lissitzky qui fit de nombreux séjours à Berlin au début des années 1920. Un autre élément fut le travail en France de Le Corbusier, comme ses propositions pour la maison Citrohan toute en béton. De plus, Erich Mendelsohn avait déjà commencé à s'écarter de l'Expressionnisme vers des formes plus streamline, plus dynamiques, comme avec les bureaux du journal Mossehaus et l'usine Weichsmann de Gliwice, tous les deux en 1921-1922.

## Premiers lotissements et maisons

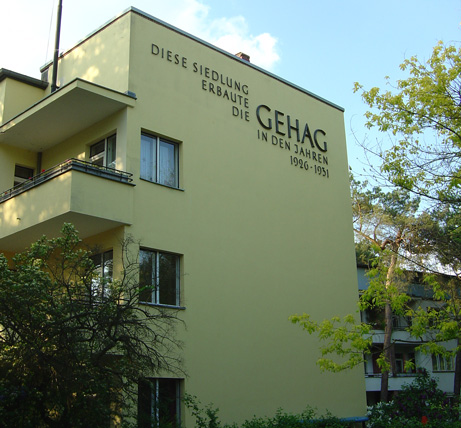
La case de l'oncle Tom, de Hugo Häring à Berlin.

Peut-être que les tout premiers exemples de « nouveaux bâtiments » en Allemagne furent en 1922 la Haus am Horn de Georg Muche lors de l'exposition du Bauhaus, et le projet du concours de la Tribune Tower de Chicago dessinée par Gropius et Meyer.Cependant la plus complète première exploration de l'expression de la nouvelle avant-garde non-expressionniste fut en 1923-1924 italianischer Garten à Celle par Otto Haesler. Ceci fut le premier Siedlung Moderniste (littéralement colonie d'habitation, quoique lotissement serait mieux approprié), un domaine de logements sociaux « nouvelles-constructions » composés de toits plats, de plans irréguliers et asymétriques, avec des maisons ordonnées avec des terrasses orientées au sud, de larges ouvertures et des surfaces crépies. Contrairement à l'idée de « boîte blanche » popularisée plus tard par le Style international, elles étaient fréquemment peintes de couleurs brillantes. Le plus fervent partisan de la couleur parmi les architectes de logements fut Bruno Taut.

## La Nouvelle-Francfort

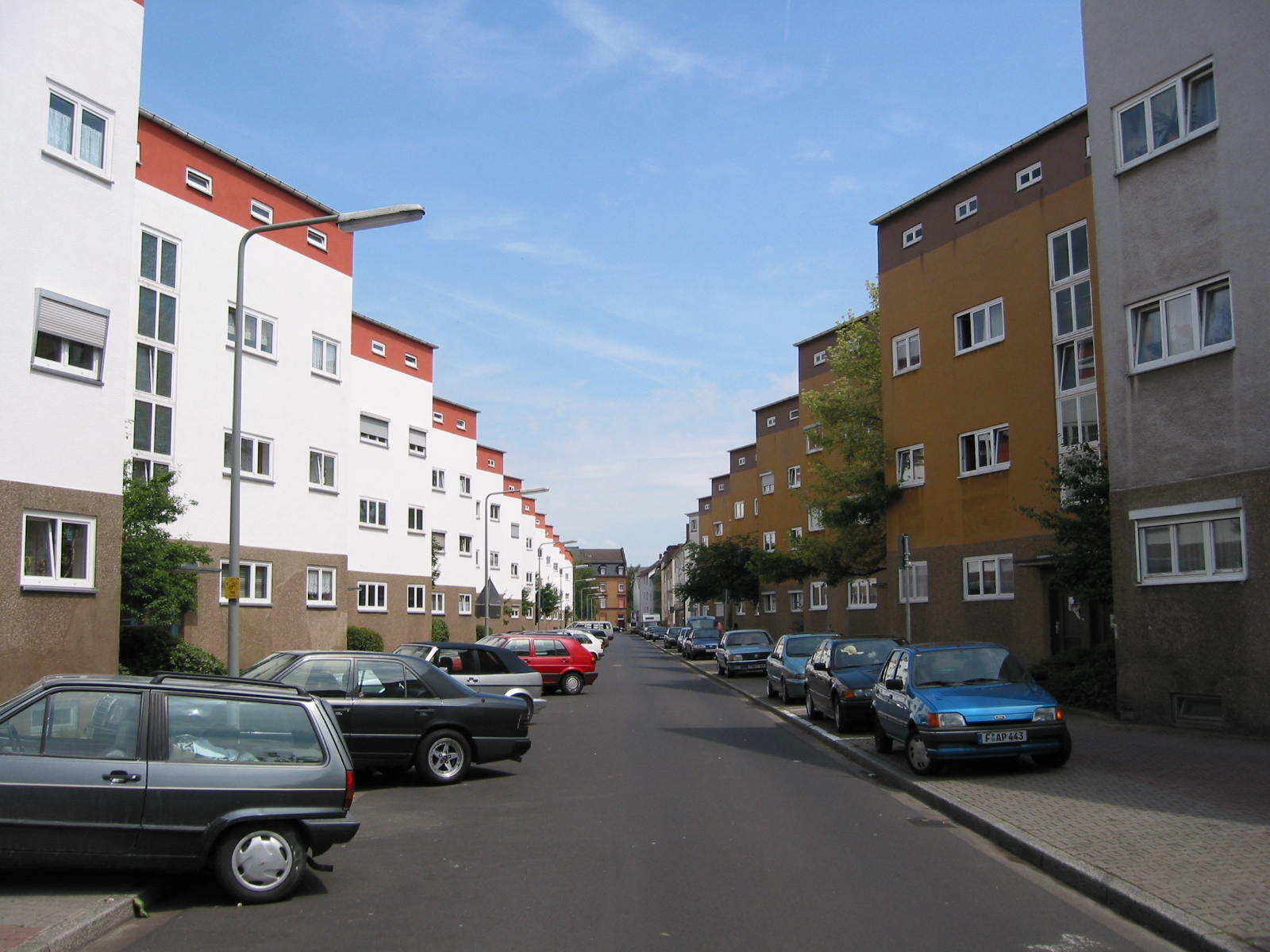
Maisons Zig-Zag de Ernst May à Francfort.

La plus grande opération de lotissement vit le jour avec la nomination d'Ernst May en tant qu'architecte et urbaniste municipal de Francfort-sur-le-Main sous administration sociale-démocrate. May fut formé par l'urbaniste britannique des cités-jardins Raymond Unwin, et ses lotissements trahissaient l'influence des cités-jardins, surtout par leur usage d'espaces ouverts (bien qu'ayant complètement banni tout le côté passéiste des projets d'Unwin tel Hampstead Garden). La « Nouvelle-Francfort » de May sera énormément importante pour le développement ultérieur de la Nouvelle Objectivité, non seulement pour son aspect extérieur très marquant mais aussi parce qu'elle réussit à reloger rapidement un millier de personnes nécessiteuses. Cependant leurs technologies avancées alièneront souvent la profession de constructeur, nombre d'entre eux seront rendus inutiles à cause de l'absence d'ornementation et la rapidité de la construction. May a aussi permis d'employer d'autres architectes à Francfort comme Margarete Schütte-Lihotzky (où elle développera la cuisine de Francfort) et Mart Stam. L'effet immédiat du travail de May peut être vu dans le lotissement Torten à Dessau-Roßlau dessiné par Gropius (bâtiment le plus connu du Bauhaus construit à la même époque) qui explora aussi la technologie de la préfabrication. Cette Allemagne-là devint le centre de la Nouvelle Construction — comme on disait de préférence à Nouvelle Architecture — et fut confirmée par le Weißenhofsiedlung de 1927, exposition organisée par le Werkbund, qui, malgré la présence de Le Corbusier et de Jacobus Oud, était principalement faite par des Allemands. Les prochains lotissements-manifestes du Werkbund seront organisés à Wrocław et Vienne les années suivantes.

## Fonctionnalisme et habitat minimum

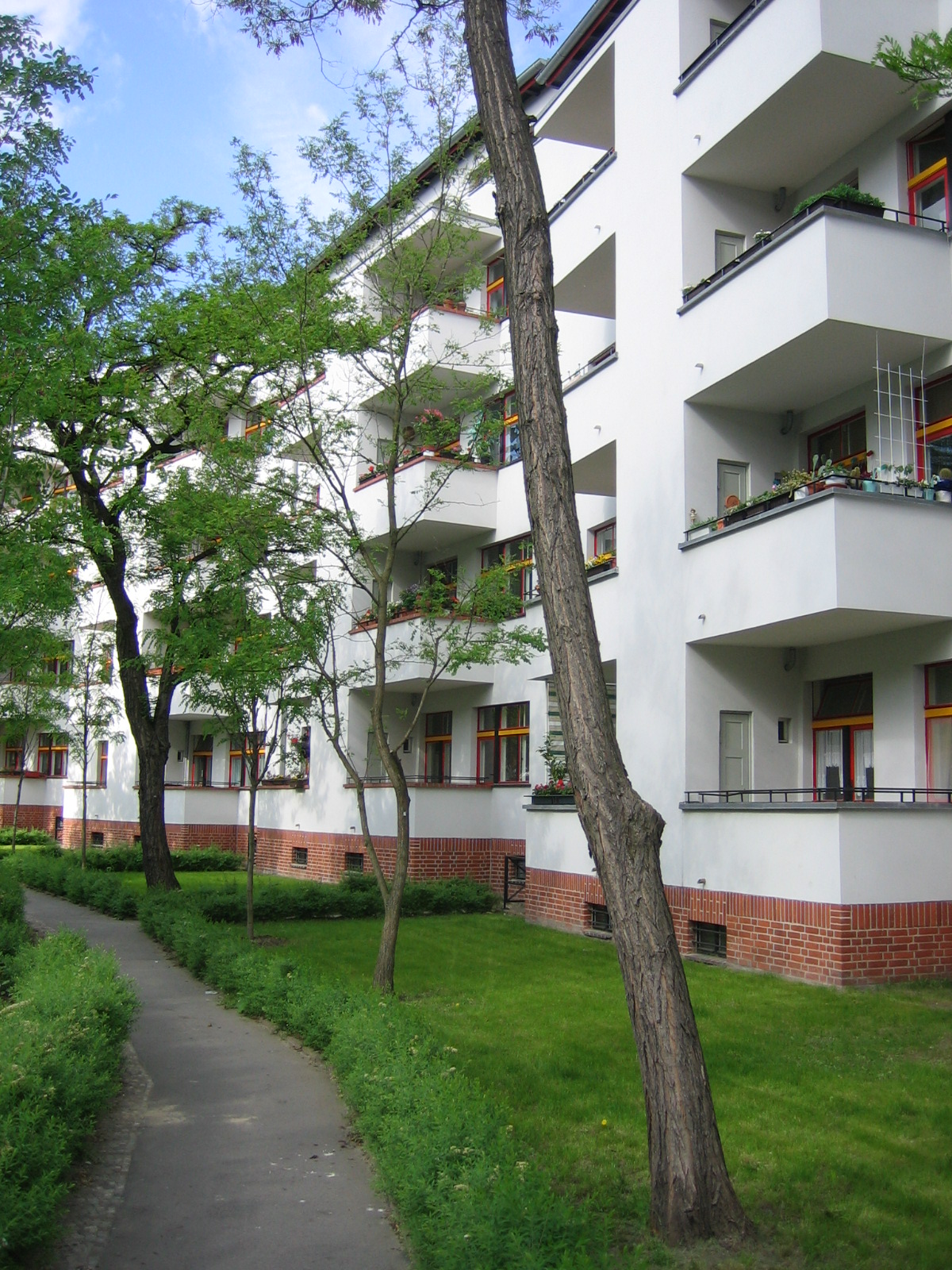
Appartements à Berlin dans le quartier de Prenzlauer Berg dessiné par Bruno Taut.

Les architectes de la Nouvelle Objectivité avaient hâte de construire autant de logements rentables que possible, en partie pour répondre à la crise du logement d'après-guerre en Allemagne, mais aussi pour remplir la promesse de l'Article 155 de la constitution de Weimar de 1919 qui préconisait un « logement sain » pour tous les Allemands. Ce slogan conduisit à la définition technique de l'Existenzminimum (minimum vital) en termes minimum acceptable pour la surface habitable, la densité, l'air frais, d'accès à l'espace vert, accès aux transports et tout autre service à rendre aux habitants.
À la même époque il y eut une expansion massive de ce style à travers les villes allemandes. À Berlin, l'urbaniste Martin Wagner travailla avec les anciens expressionnistes Bruno Taut et Hugo Häring sur le projet très coloré d'appartements et de maisons à terrasse comme le Hufeisensiedlung  (le lotissement du fer à cheval) en 1925, l'Onkel-Toms Hutte (la case de l'oncle Tom) en 1926 et le Carl-Legien Siedlung en 1929, sous les auspices du GEHAG, syndicat de la construction. Les productions de Taut se distinguaient, parfois jusqu'à la controverse, par l'emploi de toits plats modernes, par l'ensoleillement, l'air, les jardins accessibles à tous, et par l'offre de services comme le gaz, la lumière électrique et la salle de bain. Des critiques émanant de la droite reprochèrent ces services trop opulents pour des « gens simples ». Gustav Böss, le maire progressif de Berlin, prit le parti de ces gens simples : « Nous voulons élever les basses classes de la société ». Des expériences similaires dans des municipalités socialistes comme le Gemeindebau de Vienne furent, stylistiquement parlant, plus éclectiques. On comprend alors à quel point les autorités de Francfort et de Berlin avaient pris le pari que le public approuverait ce style nouveau.

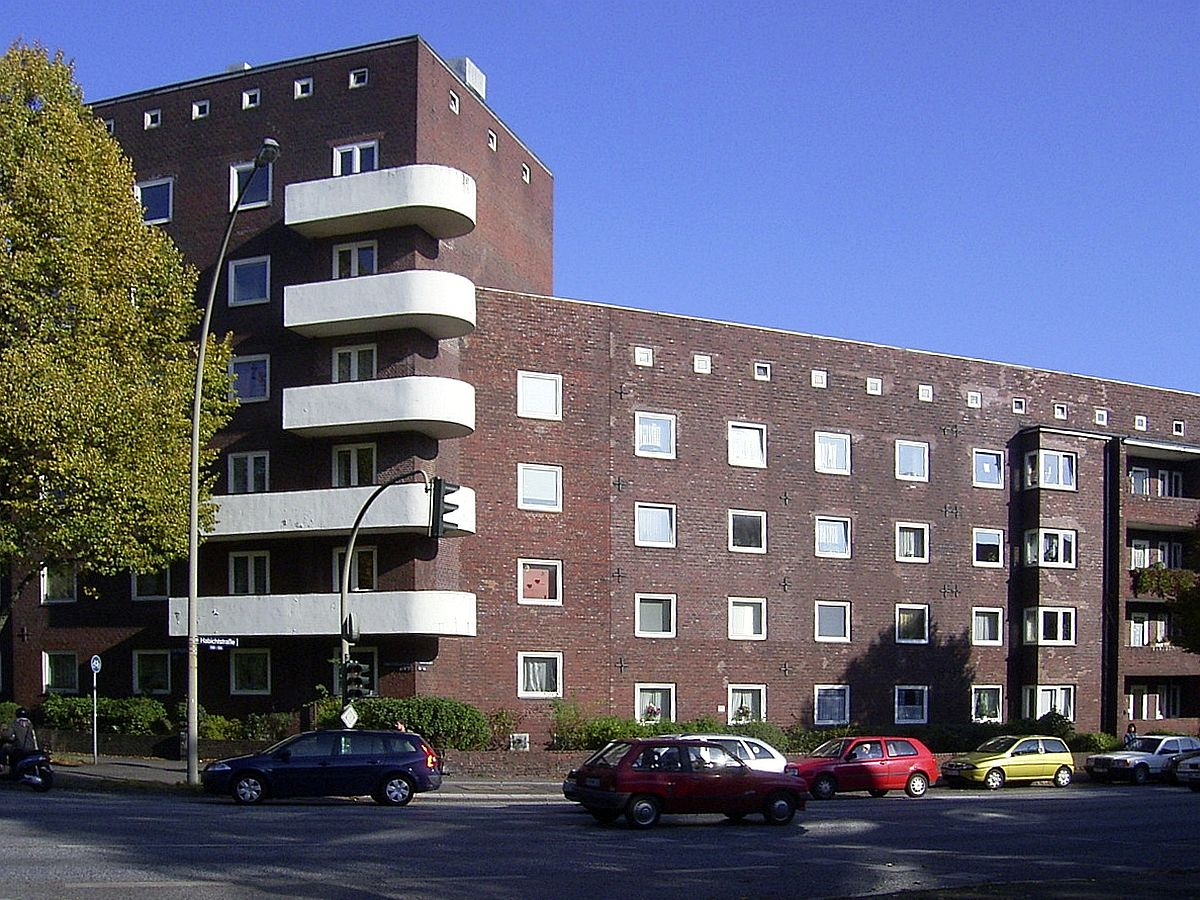
Immeuble d'appartements à Hambourg dessiné par Karl Schneider en 1929.

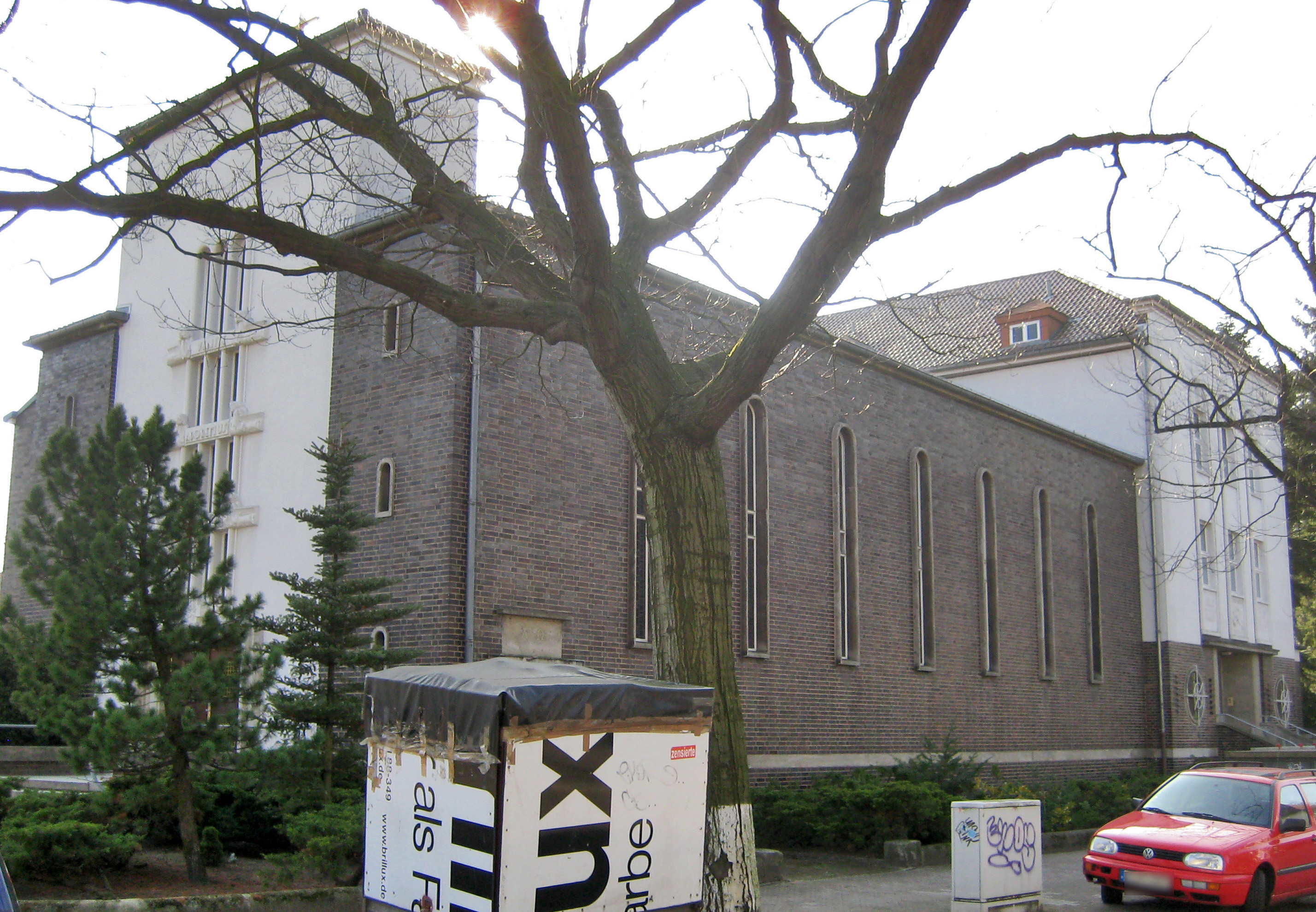
Couvent Saint-Gabriel et église Notre-Dame de l'Annonciation de Berlin, 1933-1937.

Ailleurs, Karl Schneider (de) (1892-1945) dessina des lotissements à Hambourg, Ludwig Mies van der Rohe dessina des maisons bon marché sur l'Afrikanische Straße de Berlin (et en 1926, un monument à Rosa Luxemburg et Karl Liebknecht), tandis les appartements Zeilenbau, alignés à la trique et, pour ses détracteurs, schématiques, furent construits à Dammerstock à Karlsruhe sous les plans d'Otto Haesler, de Gropius et d'autres encore. Le terme « fonctionnalisme » commença à être utilisé pour décrire l'esprit, plutôt sévère et refusant le superflu, de la Nouvelle Objectivité, terme que l'on retrouve dès 1925 dans le livre d'Adolf Behne intitulé Der Moderne Zweckbau (La construction fonctionnelle Moderne). En 1926 pratiquement tous les architectes allemands modernes s'organisèrent dans un mouvement nommé Der Ring qui attira la critique d'architectes qui allaient devenir des architectes nazis comme Paul Schultze-Naumburg, et qui en réponse formèrent le Block. 1928  voit la naissance des CIAM. Ses premiers congrès se tiennent, plaçant les questions de l'Existenzminimum au centre des débats, sujet qui avait dominé les programmes sociaux des architectes allemands.

## Diffusion de la Nouvelle Objectivité

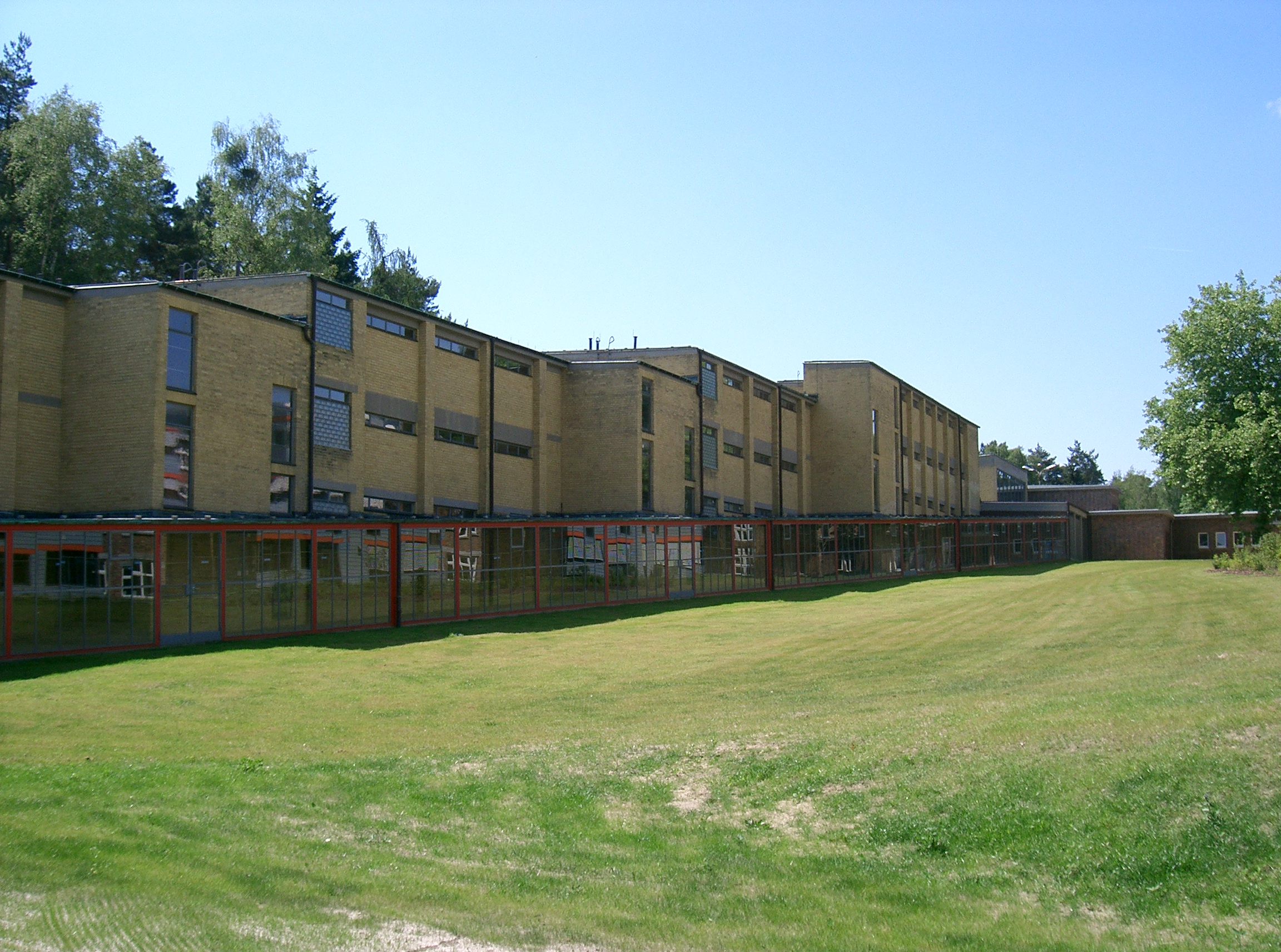
École fédérale de l'ADGB à Bernau par Hannes Meyer et Hans Wittwer construite en 1928-1930.

Une frange du mouvement, très à gauche et intéressée par la technologie, s'est organisée en Suisse et aux Pays-Bas sous le nom de groupe ABC. Il était constitué de collaborateurs de El Lissitzky comme Mart Stam et Hannes Meyer, dont les œuvres les plus importantes était l'usine Van Nelle à Rotterdam avec ses grandes baies vitrées. Les lignes claires de la Nouvelle Objectivité furent aussi utilisées pour des écoles et des bâtiments publics, par May à Francfort, dans l'école du syndicat ADGB à Bernau de Hannes Meyer, et l'école Alexander von Humbodt à Berlin dessinée par Max Taut, mais aussi pour les bâtiments de bureaux et de l'administration de la police à Berlin dessinés par Martin Wagner. 
Des cinémas, qui auront un grand impact sur les cinémas Streamline Moderne, furent dessinés par Erich Mendelsohn (Kino-Universum, aujourd'hui Schaubuhne am Lehniner Platz, à Berlin en 1926) et Hans Poelzig (Kino-Babylon, Rosa Luxemburg Straße à Berlin en 1927-1928). 

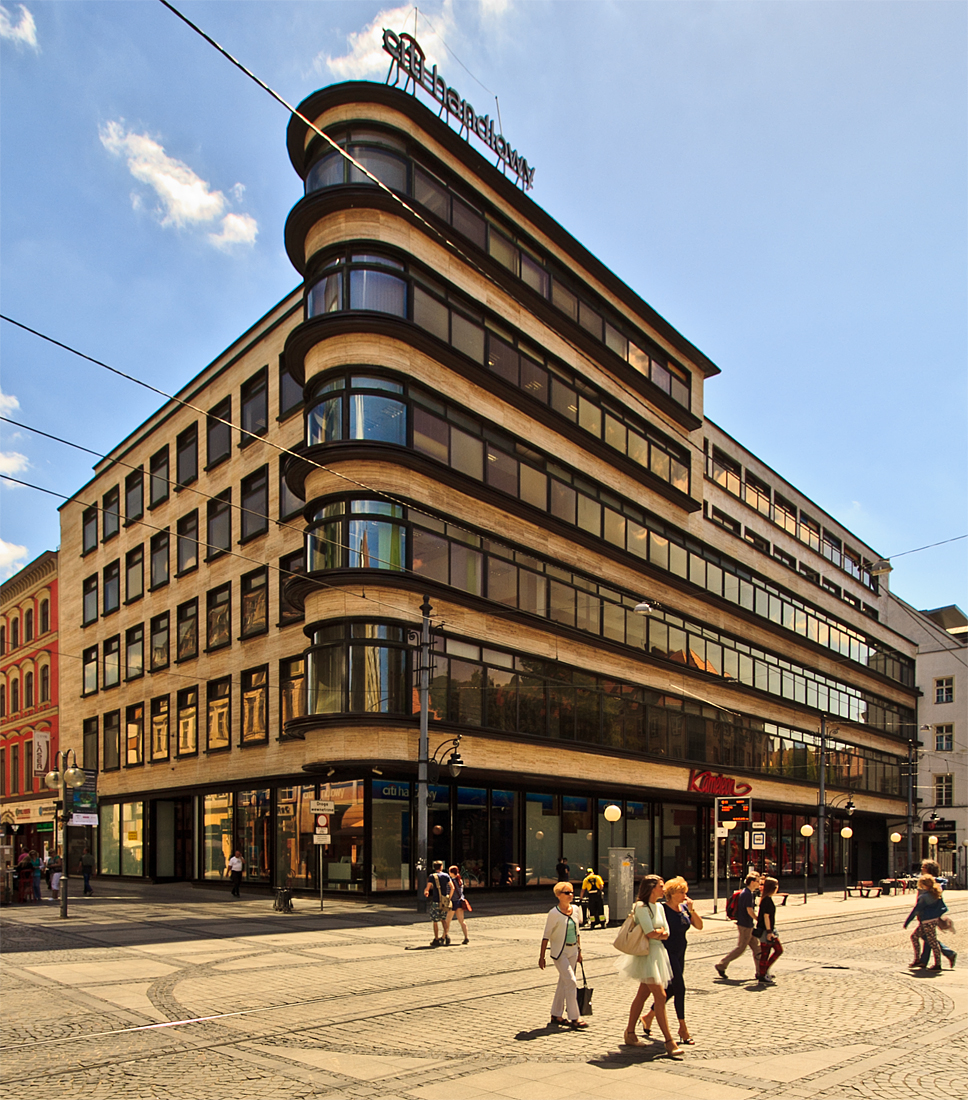
Erich Mendelsohn, Petersdorff Store, Wrocław.

Un style composite utilisant des formes nouvelles avec plus de maçonnerie traditionnelle fut développé par Poelzig avec sa Haus des Rundfunks à Berlin et le bâtiment de l'IG Farben à Francfort, et par Emil Fahrenkamp avec la Shell-Haus à Berlin et sa façade ondulante. Pendant ce temps l'architecture d'Erich Mendelsohn expérimentait un fonctionnalisme dynamique pour les bâtiments commerciaux, vu dans ses grands magasins tout en courbes comme le Columbus-Haus à Berlin (démoli dans les années 1950) et les grands magasins du Schocken à Stuttgart (démoli dans les années 1960), Chemnitz et Wrocław. 
La Grande Dépression débutant en 1929 eut un effet désastreux sur la Nouvelle Construction à cause de la dépendance financière de l'Allemagne par rapport aux États-Unis. Beaucoup de projets et lotissement prévus à Francfort et Berlin furent ajournés à jamais, tandis que la profession d'architecte se polarisa politiquement. Une preuve de cela serait par exemple le remplacement à la tête de l'école du Bauhaus en 1930 du marxiste Hannes Meyer — qui avait mis l'accent, avec ses collaborateurs Ludwig Hilberseimer et Mart Stam, sur les maisons pour ouvriers et l'habitat collectif — par Mies van der Rohe dont le pavillon de Barcelone et la villa Tugendhat lui avait donné la réputation d'architecte pour riches, et contribua à rendre l'école du Bauhaus privée.

## Dispersion et exil

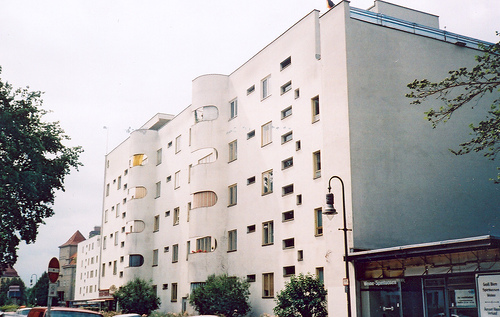
Immeuble Siemenstadt à Berlin dessiné par Hans Scharoun.

Quoique quelques œuvres aient été exécutées au début des années 1930, notamment avec le lotissement du Siemensstadt à Berlin planifié par Hans Scharoun comme une version plus individuelle et moins schématique des préoccupations sur l'« habitat minimum », beaucoup d'architectes importants se sentirent attirés par l'Union des républiques socialistes soviétiques où l'architecture constructiviste était toujours à la pointe de l'architecture expérimentale et où le plan quinquennal semblait permettre de sortir de la Dépression. Ernst May, Mark Stam et Margarete Schütte-Lihotzky émigrèrent là-bas en 1930 pour élaborer les plans de villes nouvelles comme Magnitogorsk, Hannes Meyer, des Brigades du Bauhaus, et Bruno Taut les imitant peu après. Bien évidemment pour les nazis tous ces exils confirmaient tout bonnement l'amalgame qu'ils faisaient entre Nouvelle Construction et culture bolchévique. Bien que Walter Gropius et Ludwig Mies participassent au concours de la Reichsbank en 1934, les dés étaient déjà jetés, et la plupart d'entre eux durent fuir vers les États-Unis ou le Royaume-Uni.
L'aversion des nazis pour la nouvelle objectivité n'empêcha pas la réalisation de plusieurs bâtiments lors de l'occupation de l'Europe par des architectes locaux : l'architecte belge Josse Van Kriekinge réalise ainsi un bâtiment, achevé en 1943, pour la gare de Termonde, dont le bâtiment avait été détruit en 1940, lors de l'invasion.

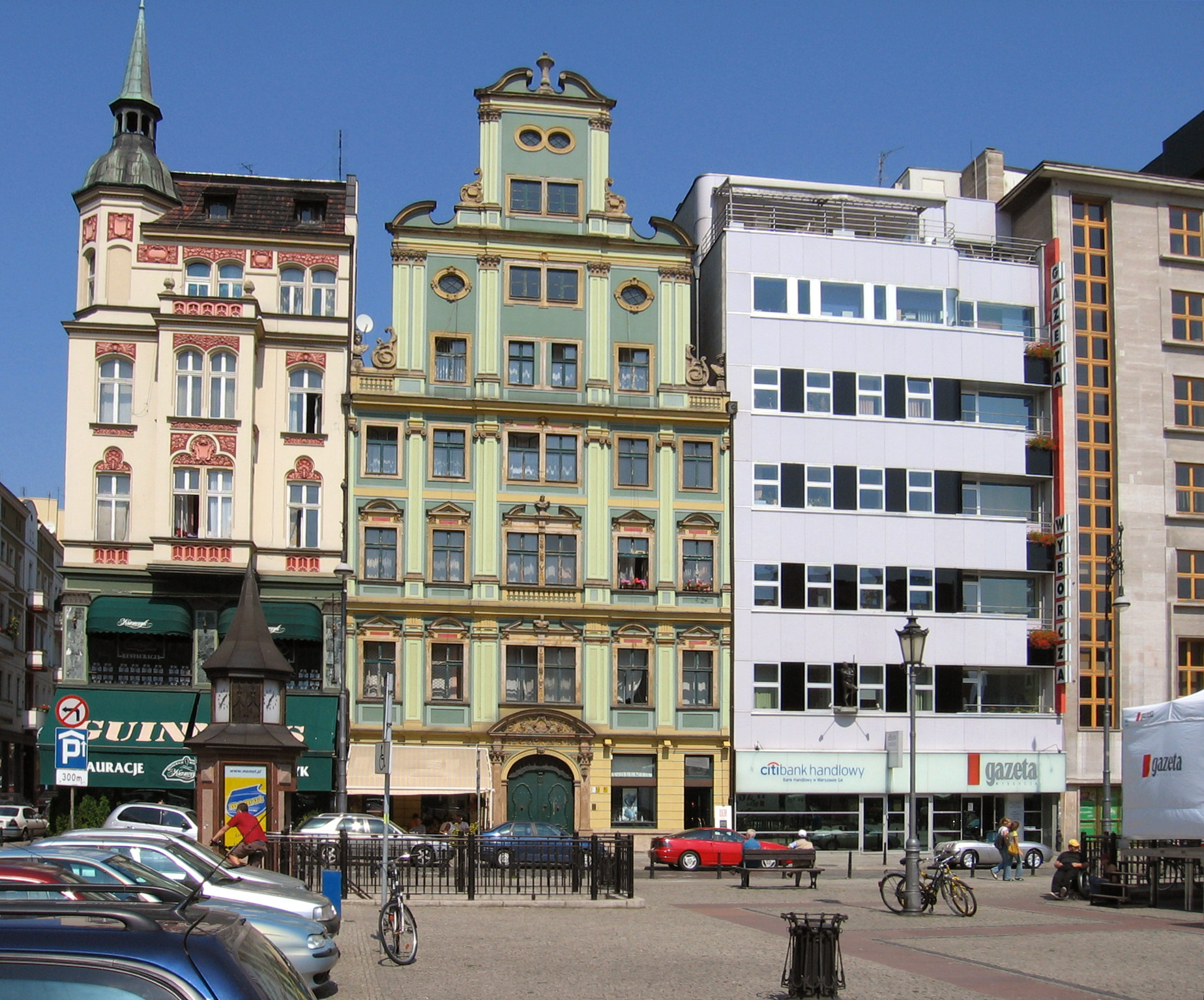
La pharmacie Mohren d'Adolf Rading à Wrocław (anciennement Breslau).

Les bâtiments présentés au MoMA lors de l'exposition sur le Style international (ainsi que sur son catalogue) choisis par Philip Johnson et Henry-Russell Hitchcock était en majorité allemands. Cependant ils privilégièrent les éléments les plus classiques de la Nouvelle Objectivité au détriment de l'usage formel de la couleur comme chez Bruno Taut, et des courbes comme chez Erich Mendelsohn et Hugo Häring. Johnson et Hitchcock ridiculisèrent le fonctionnalisme « fanatique » comme le pratiquait par exemple quelqu'un comme Hannes Meyer construisant pour « un superman prolétaire du futur ». Constituer la Nouvelle Objectivité en un style aurait déplu fortement à ses praticiens. Selon les mots de Gropius, ils pensaient qu'une construction devait « suivre sa propre voie intrinsèque, sans mensonges ni jeux », et que la fonction du bâtiment devait transcender l'utilisation d'ornementations et toute catégorisation stylistique. En allemand l'expression Neues Bauen, qui date d'un livre d'Erwin Gutkind écrit en 1919, contient cette idée parce que Bauen charrie l'idée de construire, contrairement à Architektur.
La Nouvelle Objectivité continua à donner des réalisations originales aux Pays-Bas et en Europe de l'Est jusqu'en 1939. En Union soviétique le changement vers une architecture stalinienne entamé par la décision en février 1939 de construire le palais des Soviets, et une campagne agressive à l'encontre des « spécialistes » étrangers, laissa beaucoup d'architectes sans ressource. Bien que dépouillée de beaucoup de ses significations sociales et de sa rigueur intellectuelle lors de son exportation vers les États-Unis, la Nouvelle Objectivité deviendra cependant très influente lors du développement de l'architecture Moderne à travers le monde après la Deuxième Guerre mondiale.